# Pseuditella vizanensis
Pseuditella vizanensis là một loài thực vật có hoa trong họ Lan. Loài này được (Gsell) P.F. Hunt miêu tả khoa học đầu tiên năm 1971.